# Panayía (ort i Grekland, Grekiska fastlandet)
Panayía (Panagia) är en ort i Grekland.   Den ligger i prefekturen Fthiotis och regionen Grekiska fastlandet, i den centrala delen av landet, 180 km nordväst om huvudstaden Aten. Panayía ligger 533 meter över havet och antalet invånare är 158.
Terrängen runt Panayía är huvudsakligen kuperad, men åt sydost är den platt. Runt Panayía är det glesbefolkat, med 17 invånare per kvadratkilometer. Närmaste större samhälle är Omvriakí, 3,8 km öster om Panayía. Trakten runt Panayía består till största delen av jordbruksmark.